# Comuna Kozîn, Radîvîliv

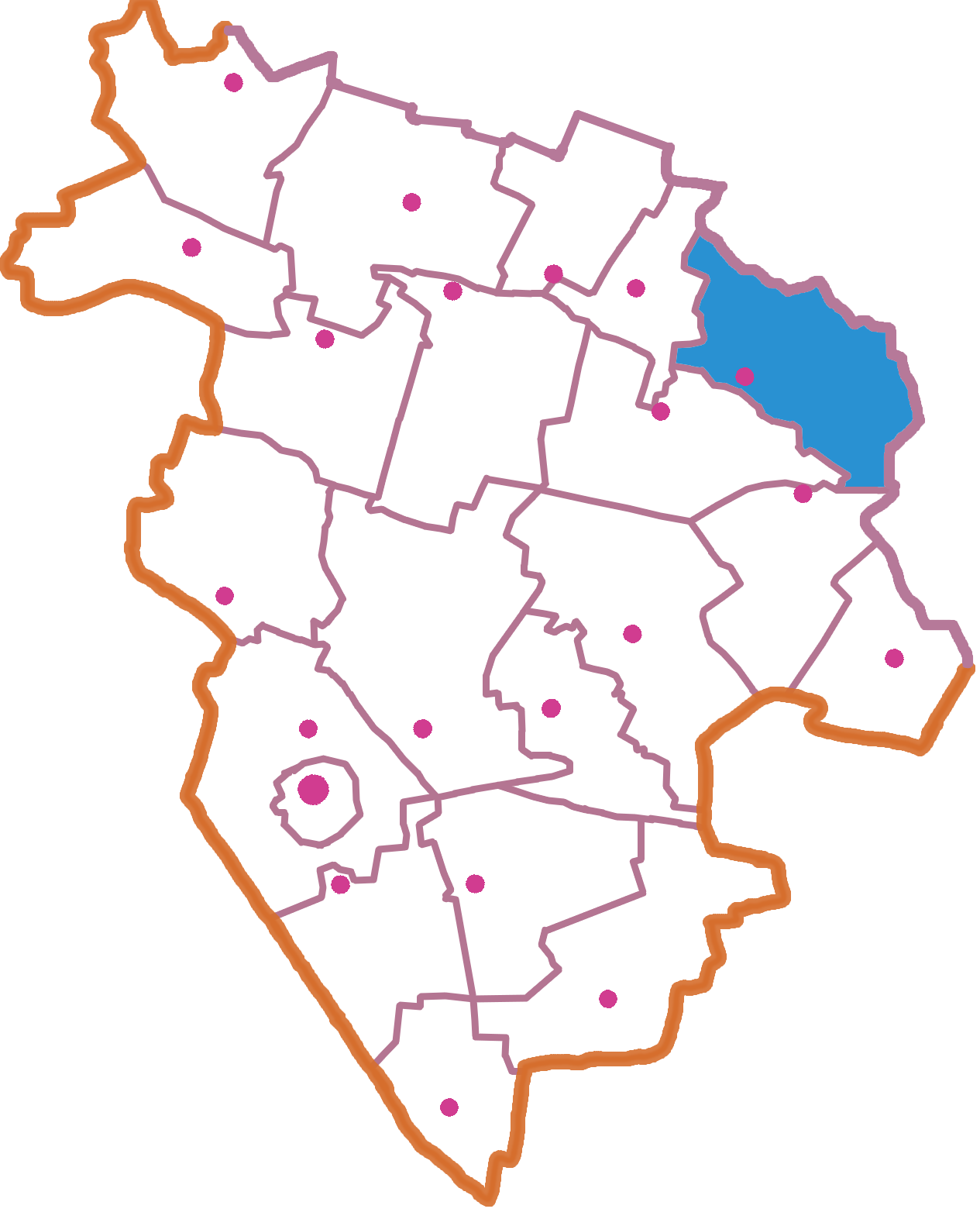
comuna Kozîn la nivel de regiune (Rivne, Ucraina)

Kozîn (în ucraineană Козин) este o comună în raionul Radîvîliv, regiunea Rivne, Ucraina, formată din satele Dubînî, Hranivka, Kozîn (reședința) și Savciukî.

## Demografie
Componența lingvistică a comunei Kozîn
     Ucraineană (98,9%)
     Alte limbi (0,83%)
Conform recensământului din 2001, majoritatea populației comunei Kozîn era vorbitoare de ucraineană (98,9%), existând în minoritate și vorbitori de alte limbi.